# 生田斗真
生田斗真（日语：／ Ikuta Tōma，1984年10月7日—）北海道室蘭市出生，日本演員及歌手，曾是傑尼斯事務所旗下藝人。生田有一個小4歲的弟弟生田龍聖，為富士電視台所屬主播；妻子為演員清野菜名。

## 簡歷
- 1996年2月加入傑尼斯事務所與參與NHK教育節目〈天才てれびくん。〉
- 1997年出演NHK晨間連續劇《亞久里》〈あぐり〉。
- 2006年出演電視劇《秋葉原@DEEP》，飾演Box。
- 2007年
  - 參與夏季日劇《花樣少年少女》，擔任第二男主角中津秀一而人氣急升，甚至被網友稱為無法被超越的中津。
  - 出演人氣冬季日劇《蜂蜜幸運草》的故事主角竹本祐太。
- 2008年主演TBS電視劇《魔王》，與嵐隊長大野智共同主演。
- 2009年
  - 出演人氣冬季日劇《Voice～來自亡者的聲音》，擔任第二男主角石末亮介。
  - 在富士電視台的深夜電視劇《魔女裁判》中，首次單獨出演第一男主角。
- 2010年
  - 8月31日，傑尼斯官網新增生田斗真個人獨立網頁。
  - 接拍首部電影，改編自文學大師太宰治的代表作《人間失格》，擔任男主角大庭葉藏。斗真表示這部電影是他真正自豪的自信之作，他精湛的演技更讓導演荒戶源次郎對他說了一句從未對別人說過的話：「斗真，你是我所尊敬的朋友中最年輕的一位。」
  - 接演喜劇電影《SEASIDE MOTEL》擔任男主角，飾演一名詐欺師，是個充滿猶如漫畫人物般無厘頭的趣味角色。
  - 出演日劇《自戀刑警》，擔任第二男主角，與事務所前輩TOKIO的長瀨智也共同演出。
  - 接連出演同樣受各方高度矚目的純愛電影《花水木》，擔任男主角木內康平，女主角由新垣結衣飾演，第二男主角則是向井理。
- 2011年
  - 獲得日本2010年度，兩大最具權威性的電影獎項：「電影旬報新人男優賞」、「藍絲帶(電影)最佳新人賞」。
  - 主演改編於高山由紀子的小說《源氏物語 悲哀的皇子》，飾演男主角光源氏，是首次正式出演時代劇。
- 2012年
  - 主演純愛電影《我們的存在》前篇、後篇，擔任男主角矢野元晴，女主角由吉高由里子飾演。
  - 主演富士電視台的秋季日劇《遲開的向日葵》，擔任男主角小平丈太郎。片頭曲是由斗真與一同共演的真木陽子、桐谷健太等人合唱，由此看出雖然斗真不以歌手身分出道，但卻擁有不容小覷的歌唱實力。
- 2013年
  - 主演改編暢銷作家首籐瓜榮獲江戶川亂步賞的同名電影《腦男》，與松雪泰子、江口洋介攜手演出。飾演男主角入陶大威的斗真也為了演繹好角色而進行非常嚴苛之武術與體能訓練。
- 2014年
  - 出演電影《MIRACLE戀愛魔法奇蹟》，擔任第二男主角北山一路，與韓國女星韓孝周飾演一對情侶。此電影由相葉雅紀、榮倉奈奈主演。
- 2015年
  - 和小栗旬、上野樹里一同演出日劇《無間雙龍》，飾演第一男主角龍崎郁夫，斗真因此劇榮獲第84回日劇學院賞之主演男優賞第二名。
  - 主演改編於筒井哲也的日本漫畫作品《預告犯》，擔任男主角奧田宏明(蓋茨)，女主角由戶田惠梨香擔任。
  - 主演改編於日本知名作家伊坂幸太郎同名小說《蚱蜢》，擔任第一男主角鈴木，共演的有淺野忠信、山田涼介。
- 2016年
  - 主演改編於漫畫家清水玲子同名漫畫《最高機密》，擔任第一男主角「第九」室長薪剛。共演的演員有岡田將生、松坂桃李、栗山千明以及椎名桔平。
- 2017年
  - 主演電影《當他們認真編織時》，生田斗真飾演一位心理女性的跨性別者，是擔任演員後最困難的一項挑戰。共演的演員為桐谷健太、柿原琳佳。
  - 主演改編於漫畫家河原和音創作的師生純愛漫畫《老師！》，擔任主角「世界史」教師伊藤貢作，共演的演員有廣瀨鈴、比嘉愛未與龍星涼等。
- 2020年
  - 6月5日，透過事務所發表共同聲明宣布已在6月1日和交往5年的清野菜名結婚。
- 2021年
  - 10月23日，宣布有了一個孩子，預產期是明年春季[1]。
- 2022年
  - 3月9日，與妻子清野菜名發表聯合聲明宣布首名孩子已經順利誕生，性別未有公開。
- 2023年
  - 11月7日，受杰尼斯性丑闻影响，宣布在11月20日退出杰尼斯事务所，未来将以个人活动。[2]

## 所屬團體
- Junichi&JJr（1995年 - 1996年）
- Strawberry Parfait（1996年、事務所外）
- B.B.B. 初代成員（1997年）
- J-Boys（1997年）
- MAIN（1997年）
- B.I.G. East（1998年6月）
- B.I.G.（1998年）
- 4TOPS[3]（2002年 - 2003年9月）

## 演出作品

### 電視劇
| 劇名                                      | 電視台                   | 年份 | 角色                             |
| ----------------------------------------- | ------------------------ | ---- | -------------------------------- |
| 亞久里                                    | NHK                      | 1997 | 望月淳之介                       |
| LOVE&PEACE                                | 日本電視台               | 1998 | 堀口洋平                         |
| 感應少年2                                 | 日本電視台               | 1999 | 深海龍彦                         |
| Neverland                                 | TBS                      | 2001 | 瀨戶統                           |
| 超級奶爸                                  | 富士電視台               | 2002 | 佑介（第5集）                    |
| 演技者                                    | 富士電視台               | 2002 | 八田（第四回-美國）              |
| 昨日之友是今日之敵？                      | NHK                      | 2004 | 日高保彥                         |
| 劇團演技者                                | 富士電視台               | 2005 | Eiji（第8回-「沉睡森林的屍體」） |
| 刑事部屋～六本木奇怪搜査班～              | 朝日電視台               | 2005 | 越智由記夫                       |
| 劇團演技者                                | 富士電視台               | 2006 | 山崎（第15回-男之夢）            |
| 秋葉原@DEEP                               | TBS                      | 2006 | 宮前定繼                         |
| 花樣少年少女                              | 富士電視台               | 2007 | 中津秀一                         |
| 蜂蜜與四葉草                              | 富士電視台               | 2008 | 竹本祐太                         |
| 魔王                                      | TBS                      | 2008 | 芹澤直人                         |
| Voice～來自亡者的聲音                     | 富士電視台               | 2009 | 石末亮介                         |
| 魔女裁判                                  | 富士電視台               | 2009 | 吉岡徹                           |
| 自戀刑警                                  | TBS                      | 2010 | 本城運命                         |
| 遲開的向日葵                              | 富士電視台               | 2012 | 小平丈太郎                       |
| 軍師官兵衛                                | NHK                      | 2014 | 高山右近                         |
| 無間雙龍                                  | TBS                      | 2015 | 龍崎イクオ(龍崎郁夫)             |
| 韋駄天～東京奧運故事～                    | NHK                      | 2019 | 三島彌彥                         |
| 我的事说来话长                            | 日本电视台               | 2019 | 岸边满                           |
| JOKE~2022恐慌發怖！                       | NHK綜合                  | 2020 | 沢井竜一                         |
| 寫不了!？ ～編劇家 吉丸圭佑的無情節生活～ | 朝日电视台               | 2021 | 吉丸圭佑                         |
| 鎌倉殿的13人                              | NHK                      | 2022 | 源仲章                           |
| 前男友的遺書                              | 富士電視台               | 2022 | 森川榮治／森川富治               |
| 幸運兒                                    | NHK BS Premium、NHK BS4K | 2023 | 松本拓哉                         |
| 警部補大魔神                              | 朝日電視台               | 2023 | 台場陣                           |
| 豈有此理〜蔦重繁華如夢故事〜              | NHK                      | 2025 | 一橋治濟                         |

### 特別電視劇或單集演出
- 正月哦！天才電視君（NHK教育、1997年度） - 飾 白馬天龍
- BOYS BE…Jr. 第5回（日本電視台、1998年11月1日） - 飾 植木和浩（主演）
- 熱血戀愛道 case.5、15（日本電視台、1999年） - 飾 伊藤潔（case.5）、Naruki（case.15）（主演）
- 感應少年EIJIⅡ 第5話「蒼白的手」（日本電視台、1999年11月13日） - 飾 深海龍彥
- 恐怖星期日～2000～（日本電視台、2000年）
- 第17回SUNTORY MYSTERY大獎SPECIAL「午前3時的公雞」（朝日電視台、2000年11月25日） - 飾 中西慎一郎
- 史上最惡的約會10th DATE 情人節甚麼的吃屎吧!（日本電視台、2001年2月11日） - 飾 佐助（主演）
- 待人溫柔 第5話「夢」（富士電視台、2002年2月4日） - 飾 佑介
- 監察醫・室生亜季子[35] ～墮下死～（日本電視台、2004年11月9日） - 飾 伊藤信二
- 御宿翠鳥第三章 第2回「千鳥が啼いた」 第3回「牡丹屋敷的の人々」 第9回「目籠ことはじめ」（NHK、2005年5月13日 - 8月5日） - 飾 松本伊太郎
- 給飛鳥、與尚未見面的孩子（富士電視台、2005年10月10日） - 飾 澤村和也
- 流星花園2 第1集（TBS、2007年） - 飾 織部順平
- 花樣少年少女特別篇（富士電視台、2008年） - 飾 中津秀一
- 世界奇妙物語 2009秋之特別編「自殺者回收法」（富士電視台、2009年） - 飾 Mikio
- 松本清張SPECIAL「球形的荒野」（富士電視台、2010年秋季） - 飾 添田 彰一
- 大河劇誕生之日（NHK綜合、2023年） - 飾 山岡進平（主演）

### 電影
- 人間失格（2010年）- 主演 大庭葉蔵
- 濱海摩鐵（2010年）- 主演 龜田雅之
- 花水木：依然想著你（2010年）- 主演 木内康平
- 源氏物语千年之谜（2011年）- 主演 光源氏
- 我們的存在（2012年）- 主演 矢野元晴
- 腦男（日语：脳男）（2013年）- 主演 鈴木一郎（入陶大威）
- 鼴鼠之歌（2014年）- 主演 菊川玲二
- 戀愛魔法奇蹟（2014年）- 飾演 北山一路
- 預告犯（2015年）- 主演 蓋茨（奥田宏明）
- 蚱蜢（日语：グラスホッパー (小説)）（2015年）- 主演 鈴木
- 秘密 THE TOP SECRET（2016年）- 主演 薪剛
- 鼴鼠之歌之香港狂騷曲（2016年）- 主演 菊川玲二
- 當他們認真編織時（2017年）- 主演 凜子
- 老師！我可以喜歡你嗎（2017年）- 主演 伊藤貢作
- 友罪（2018年）- 主演 益田純一
- 渇水（2023年）- 主演 岩切俊作
- 湯道（2023年）- 主演 三浦史朗
- 鬼城殺（2025年）- 主演 坂田周平

### 舞臺劇
- Stand by Me（1997年7月26日 - 27日・8月8日 - 21日、大阪THEATRE DRAMA CITY・東京ACT SPHERE）飾演 VERN
- MILLENIUM SHOCK（2000年11月2日 - 26日、帝國劇場）
- 須佐之男-神剣物語-（2002年5月18日 - 6月16日・6月23日 - 28日、赤坂ACT THEATREー・NHK大阪HALL）飾演 Kazeyomi
- SHOCK～is Real Shock～（2003年1月8日 - 2月25日、帝国劇場）飾演 Toma
- PLAYZONE2003 Vacation（2003年7月14日 - 8月6日・8月11日 - 17日、青山劇場・大阪FESTIVAL HALL）飾演 Tomas
- Edger先生行蹤不明（2004年2月13日 - 26日、東京グローブ座）飾演 Barry・Draper
- mama loves MAMBO Ⅲ（2004年4月9日 - 29日、東京ACT SPHERE・MERUPARUKU HALL福岡・廣島厚生年金会館・大阪THEATRE DRAMA CITY・愛知厚生年金会館）飾演 川原光
- PLAYZONE2004 WEST SIDE STORY（2004年7月2日 - 8月5日・8月9日 - 16日、青山劇場・大阪FESTIVAL HALL）飾演 A-Rab
- WEST SIDE STORY（2004年12月4日 - 30日・2005年1月4日 - 9日、青山劇場・大阪厚生年金会館）飾演 Action
- AZUMI～AZUMI on STAGE～（2005年4月3日 - 26日、明治座）飾演 Ukiha・Nachi〔雙演〕
- AZUMI～AZUMI RETURNS～（2006年4月1日 - 16日・4月29日 - 5月4日、明治座・梅田芸術劇場）飾演 Ukiha・Nachi〔雙演〕
- Cat in the Red Boots（2006年9月15日 - 28日・10月6日 - 9日、東京GLOBE座・大阪厚生年金会館 芸術HALL）主演・飾演 Toma
- Endless SHOCK（2007年1月6日 - 2月28日、帝国劇場）飾演 Toma
- 維羅納的二紳士（2007年10月5日 - 14日・10月27日 - 28日、東京GLOBE座・THEATRE BRAVA!）主演・飾演 Valentine
- GREASE（2008年10月20日 - 11月4日・11月14日 - 17日、青山劇場・THEATRE BRAVA!） 主演・飾演 Danny
- MISHIMA DOUBLE（2011年2月2日 - 3月2日・Bunkamura Theatre Cocoon、3月8日 - 20日・大阪THEATRE BRAVA!）薩德侯爵夫人 飾演 安娜、吾友希特勒 飾演 希特勒（2部作品同期上演）

### 綜藝及音樂節目
- 天才電視君（1996年4月9日 - 1998年4月3日、NHK教育）電視戦士
- IDOL ON STAGE (1996年4月 - 1997年4月、NHK-BS2)
- 愛LOVE JUNIOR （1996年4月 - 1998年9月、東京電視台）
- Music Jump（1997年4月6日 - 2000年3月26日、NHK-BS2）
- 中居正広的我們大家都在生活著（1997年10月29日 - 1998年9月16日、富士電視台）
- 8時的J（1998年4月15日 - 1999年9月22日、朝日電視台）
- 想Gyu!地緊抱 （1998年4月 - 9月、日本電視台）
- SHOW-NEN J （1998年4月 - 10月、朝日放送）
- 愛LOVE B.I.G（1998年10月4日 - 1999年3月29日、東京電視台）
- YATTARU J（1999年10月20日 - 2000年3月8日、朝日電視台）
- THE少年倶楽部（2000年4月9日 - 2004年2月15日、NHK BS2）
- music-enta（2001 年4月19日 - 2002年3月14日、朝日電視台）
- GAKIBARA帝國2000!（2000年4月15日 - 2000年12月、TBS）
- GAKIBARA!（2001年1月15日 - 3月10日、TBS）
- USO!?JAPAN（2001年4月14日 - 2003年9月13日、TBS）
- PIKAICHI（1999年10月3日 - 2001年9月30日、日本電視台）
- 明天的J （2001年7月 - 9月、日本電視台）
- Japan☆Walker（2001年10月7日 - 2002年3月31日、日本電視台）
- 裸之少年（2004年 - 2007年、朝日電視台）

### 演唱會
- Johnny's Jr.1st Concert（1998年2月1日・11日・15日）
- Johnny's Summer Concert（1998年7月29日 - 8月31日）
- Johnny's Winter Concert（1998年12月27日 - 1月6日）
- Fresh Spring Concert'99 Johnny's Senior Junior（1999年5月2日 - 6月20日）
- Johnny's Jr. 特急<10・9>投球<10・9> Concert 10月9日在東京DOME大集合!!（1999年10月9日）
- Johnny's Jr. Spring Concert 2000（2000年4月3日 - 5月7日）
- Johnny's Jr. <東京・大阪・名古屋>3大巨蛋演唱會（2000年9月3日 - 10月15日）
- Johnny's Jr. Concert 瀧與翼 21世紀的決戰（2001年5月3日 - 6月3日）
- Johnny's Jr. Concert 瀧與翼 Johnny's Jr.總出演！（2002年3月29日 - 5月6日）
- 瀧與翼 在 "二十歲" 出道 Giant Hits Concert with ALL Johnny's Jr.（2002年10月19日・20日）
- 不看不行SONG押上PRIDEJohnny's鬥唱 at TOKYO DOME since 1998（2005年12月31日 - 2006年1月1日）
- 第10年哦!不看不行SONGJohnny's Countdown鬥唱（2007年12月31 日 - 2008年1月1日）
- 吼吧!Johnny's虎之卷 東西DOME10萬人集結！！超豪華跨年現場鬥唱（2009年 12月31日 - 2010年1月1日）

### 廣播
- CHAPARA☆Fight Johnny's Jr.的星期一（1999年4月 - 9月、文化放送）
- DOKI2 After School（1998年4月 - 2002年3月、日本放送）
- 生田斗真的All Night Nippon （2007年12月14日、日本放送）

### 廣告
- 進研討論 初中講座（1997年）
- 三澤建築（1998年）
- 文具券（1999年）
- 肯德基（2008年3月20日 - 4月23日）
- 樂天 ACUO 口香糖（2009年 - 現在）ACU男篇、戀人・餐廳篇、聯誼回家篇、Boutique篇、速遞篇、花水木篇
- 日清食品・日清炒麵U.F.O.（2010年 - 現在）接力篇、排球篇、籃球篇、棒球篇、美式足球篇
- 最終幻想XIV（2010年 - 現在）冒險者的黎明篇
- 豐田汽車・Vitz（2010年12月 - 現在）Tease篇、相貌篇、Smart Stop篇

### 音樂錄影帶
- TOKIO（東京小子）「NaNaNa (太陽なんていらねぇ)」（2010年8月11日發行）
- 嵐《復活LOVE》(2016年2月24日發行)

## VHS/DVD/Blue-ray
- 素顔 VHS
- 素顔2 VHS （收錄Fresh Spring Concert'99 Johnny's Senior Junior）
- 素顔3 VHS （收錄Johnny's Jr. Spring Concert 2000及Johnny's Jr. <京・阪・名>3大巨蛋演唱會）
- Neverland Vol.1-6 DVD
- 待人溫柔 VHS/DVD
- 瀧與翼 在 "二十歲" 出道 Giant Hits Concert with ALL Johnny's Jr. VHS/DVD
- 堂本光一 KOICHI DOMOTO SHOCK 完全版 VHS/DVD
- PLAYZONE2003 Vacation VHS/DVD
- Johnny's 體育日FAN感謝祭 DVD
- 演技者。 第1季 Vol.3 DVD
- あぐり（亞久里）完全版 DVD-BOX
- 給飛鳥、與尚未見面的孩子 Director's Edition DVD-BOX
- 堂本光一 Endless SHOCK DVD
- 秋葉原@DEEP Director's Cut DVD-BOX
- 「Cat in the Red Boots」SHINKANSEN ☆ NEXUS vol.2
- 花樣男子2 (Returns) DVD
- 花樣少男少女 (前篇) DVD-BOX
- 花樣少男少女 (後篇) DVD-BOX
- 蜂蜜與四葉草 DVD-BOX
- 昨日之友是今日之敵? DVD
- 花樣少年少女「畢業禮＆7 1/2話 特別篇」DVD 通常版/PREMIUM EDITION
- 魔王 DVD
- Voice~亡者之聲~ Director's Cut版 DVD-BOX
- 魔女裁判 DVD-BOX
- 世界奇妙物語 2009秋之特別編 DVD
- 人間失格 DVD（通常版/豪華版）、藍光光碟
- The Seaside Motel DVD
- 自戀刑警 DVD-BOX、藍光光碟
- 花水木 DVD（通常版/豪華版）、藍光光碟

## 書籍
- 花樣少年少女 Making Book
- 人間失格 官方寫真集 ～starring 生田斗真～
- Seaside Motel Official Book
- 花水木 Official Story Book
- 自恋刑警 官方寫真集

## 連載

### 雜誌
- Wani Books「Wink Up」連載『生田斗真的生存銘言』（2003年12月 - 2010年4月、共77回）
- Wani Books「＋act.」連載『再見了、紅髮的外星人』（2010年7月 - 現在）

### J-WEB
- 生田斗真的斗真小言（2005年11月4日 - 2006年2月3日）
- 斗真小言改（Hyper）（2006年9月1日 - 2007年3月1日）
- 與MA的共同計劃「禁斷的斗MA小言」（2006年12月25日 - 2007年3月6日）
- 斗真小言超（Neo）（2007年6月15日 - 10月31日）
- 斗真小言（2008年1月7日 - 2009年12月31日）
- 生田斗真的房間（2010年1月1日 - 現在）

## 得獎紀錄
- 2007年 第54回日劇學院賞 - 最佳男配角 《花樣少年少女》
- 2008年 第11回日刊體育日劇大賞 - 最佳男配角 《花樣少年少女》
- 2011年 第84回最佳電影旬報獎 - 最佳男新人《人间失格》《花水木》
- 2011年 第53回藍絲帶賞 - 最佳新人獎《人间失格》
- 2020年 東京國際戲劇節2020 - 最佳男主角獎《我的事說來話長》

## 外部連結
- 官方网站（日語）
- 舊官方網站 （日語）
- 傑尼斯事務所官網>生田斗真專頁 （页面存档备份，存于）
- 生田斗真的Instagram帳戶 （日語）
- 生田斗真的X（前Twitter）（日語）